# 阿久根温泉
阿久根温泉（あくねおんせん）は、鹿児島県阿久根市にある温泉。

## 泉質
- ナトリウム-塩化物泉
  - 泉温　42℃
  - ラドン含有量が多く、無色透明。
  - 施設によって、源泉も異なっている。日本有数の塩分濃度を誇る。

## 温泉地
鹿児島の北西部に位置する阿久根市街地に、温泉地が点在する。
温泉を引く宿泊施設が5軒と日帰り入浴施設が4軒存在する。温泉を引かない宿泊施設も数軒点在している。
季節によっては阿久根名産のボンタンを浴槽に浮かべて、ボンタン湯にする温泉施設もある。

### 温泉施設一覧
- きみよし温泉
- 栄屋旅館
- ビジネスホテル　ロックスイン
- ビジネスホテル　クアドーム
- ひさご旅館

## 歴史
- 1912年（明治45年）- 中村静興医師によって、源泉が発見された[1]。
  - 同年、大正時代に入ってから、開削も行われた。この時に現在の温泉が湧出した。

## アクセス
鉄道
- 肥薩おれんじ鉄道・肥薩おれんじ鉄道線阿久根駅より徒歩10〜20分、車で5分〜10分。

自動車
- 南九州西回り自動車道阿久根ICより国道3号経由、車で10分。